# Adonisea pulchripennis
Adonisea pulchripennis är en fjärilsart som beskrevs av Augustus Radcliffe Grote 1874. Adonisea pulchripennis ingår i släktet Adonisea och familjen nattflyn. Inga underarter finns listade i Catalogue of Life.